# 181st Street (linea IRT Broadway-Seventh Avenue)
181st Street è una fermata della metropolitana di New York situata sulla linea IRT Broadway-Seventh Avenue. Nel 2019 è stata utilizzata da 3 523 536 passeggeri. È servita dalla linea 1, attiva 24 ore su 24.

## Storia
La stazione fu aperta il 30 maggio 1906. È stata ristrutturata tra il 2012 e il 2015 e, successivamente, è rimasta chiusa tra il 5 dicembre 2020 e il 30 novembre 2021 per permettere la sostituzione degli ascensori.

## Strutture e impianti
La stazione è sotterranea, ha due banchine laterali e due binari. È posta al di sotto di St. Nicholas Avenue e, a causa dell'elevata profondità, è dotata di due mezzanini collegati tra di loro da quattro ascensori, in quello superiore sono situati i tornelli e le scale per il piano stradale, in quello inferiore le scale per le banchine. Le due uscite della stazione portano sul lato est di St. Nicholas Avenue, nei pressi dell'incrocio con 181st Street.

## Interscambi
La stazione è servita da alcune autolinee gestite da NYCT Bus.
- Fermata autobus